# 森本里菜
森本 里菜（もりもと りな、1966年11月14日 - ）は、日本の漫画家。千葉県出身。森本里菜はペンネームであり、本名は非公開。
1988年、『りぼんオリジナル』夏の号に掲載された『そしていつもこんな二人』でデビュー。集英社の漫画雑誌『りぼん』の作家陣の一員として、主に『りぼんオリジナル』や増刊枠で活躍した。また、同じ集英社の漫画雑誌『マーガレット』にも作品を発表したことがある。
2019年現在はNAGISA名義でイラストレーターとして活動している。

## 主な作品

### 漫画
- キャロットのとき（全1巻）
- アクアマリンの夢（全1巻）
- ぶきような魔法使い（全1巻）
- きのうの夢を話そう（全1巻）
- レディ ゴー（全1巻）
- 君は青空の下にいる（全4巻）
- オレンジ楽園（全1巻）
- クリスタル前奏曲（全1巻）
- 探偵レボリューション（全6巻）
- ビューティフル・ワールド（全1巻）
- プルサティアの伝説（全1巻）
- TOMORROW〜陽がのぼる街〜（全1巻）
- 早春賦（全1巻）

### イラスト
- 近畿自動車整備振興会 - 「つなぎちゃん」キャラクターデザイン
- やおきん - 「うまみちゃん」サブイラスト
- ヤオコー - 創業ストーリーイラスト[1]